# Lithiumniobat
Lithiumniobat ist eine chemische Verbindung mit der Formel LiNbO3. Es ist ein transparenter, kristalliner Feststoff, der nicht in der Natur vorkommt. Lithiumniobatkristalle werden üblicherweise nach dem Czochralski-Verfahren aus einer Schmelze (Gemisch aus Lithiumoxid und Niob(V)-oxid) gezogen. Aufgrund seiner Kristallstruktur hat es einige technisch nutzbare Eigenschaften, vor allem als Material in der nichtlinearen Optik.

## Kristallstruktur
Lithiumniobat kristallisiert im trigonalen Kristallsystem in der Raumgruppe R3c (Raumgruppen-Nr. 161) mit den Gitterparametern a = 515 pm und c = 1386 pm sowie sechs Formeleinheiten pro Elementarzelle. Die Nb5+-Kationen werden jeweils von sechs Sauerstoffatomen in Form von verzerrten Oktaedern umgeben. Diese [NbO6] verknüpfen über gemeinsame Ecken zu einem dreidimensionalen Netzwerk. In den Lücken des Netzwerks befinden sich die Li+-Kationen die ihrerseits von je zwölf Sauerstoffatomen umgeben sind. Die Koordinationszahl von 12 kann als 6+6 beschrieben werden, da sechs der Sauerstoffatome einen deutlich größeren Abstand zu Lithium haben. Als Koordinationspolyeder ergibt sich für Lithium ein stark verzerrtes Antikuboktaeder.

## Physikalische Eigenschaften
Lithiumniobat kristallisiert als farbloser Festkörper mit einem weiten Transparenzbereich beginnend im nahen UV- bis in den mittleren IR-Bereich entsprechend Wellenlängen von 320 bis 5600 nm.
Lithiumniobat ist doppelbrechend und hat bei 633 nm Brechungsindices von no = 2,286 und ne = 2,202.
Die Kristalle haben eine Mohs-Härte von 5.
Lithiumniobat zeigt eine Anzahl physikalischer Effekte: die stöchiometrische Zusammensetzung (LiNbO3) ist unterhalb der Curie-Temperatur Tc von 1213 °C (1486 K) ferroelektrisch und dadurch optisch nichtlinear, elektrooptisch, photorefraktiv, elastooptisch, piezoelektrisch und pyroelektrisch. Die ferroelektrische Curie-Temperatur ist abhängig von der Zusammensetzung, so beträgt sie für die kongruente Zusammensetzung (hergestellt aus 48,45 % Li2O, 51,55 % Nb2O5) 1143 °C (1416 K). Oberhalb der Curie-Temperatur verliert das Material die ferroelektrischen Eigenschaften und geht in die paraelektrische Phase (Raumgruppe R3c (Nr. 167)) über.

## Herstellung
Lithiumniobat kann zum Beispiel durch Festkörper- oder Schmelzenreaktion von Lithiumcarbonat mit Niob(V)-oxid gewonnen werden.
{\displaystyle {\ce {Li2CO3 + Nb2O5 -> 2LiNbO3 + CO2 ^}}}

## Nanoteilchen
Nanoteilchen von Lithiumniobat werden durch Imprägnierung von porösen Trägersubstanzen durch Lösungen von Metallsalzen mit anschließender Kalzinierung und Auflösung der Trägermatrix oder durch hydrothermale Verfahren hergestellt. Sphärische Nanopartikel mit einem Durchmesser von 10 nm können durch Imprägnierung einer mesoporösen Silikatmatrix mit einer wässrigen Lösung aus LiNO3 und NH4NbO(C2O4)2 und anschließendem zehnminütigen Erhitzen in einem Infrarot-Ofen hergestellt werden.

## Einsatzgebiete
- Interdigitaltransducer und darauf basierend
- Bandpassfilter (Oberflächenwellenfilter) in Hochfrequenz-Schaltungen, z. B. Mobiltelefonen und Fernsehern
- Laser
- Modulatoren
- Integrierte Optik
- Holographie

## Ähnliche Verbindungen
Das Lithiumtantalat LiTaO3 kristallisiert isotyp zu LiNbO3, das heißt, es hat die gleiche Kristallstruktur.